# Kaap Levêque
Kaap Levêque is het meest noordelijke punt van het schiereiland Dampier in de regio Kimberly in West-Australië. De kaap ligt ongeveer 200 kilometer ten noorden van Broome.

## Geschiedenis
De Bardi Aborigines leven reeds 7.000 jaar in de kuststreek. In 1688 zeilde kapitein Read langs de kaap met William Dampier aan boord van het schip Cygnet. Dampier schreef het boek A new voyage round the world over die reis. Nicolas Baudin voer in 1803 langs de kaap en noemde deze kaap Levêque naar de hydrograaf Pierre Levêque die hij aan boord had. De ontdekkingsreiziger Phillip Parker King voer langs de kust in augustus 1821.
In 1911 werd begonnen met de bouw van een vuurtoren. Cape Leveque Lighthouse was een van de tien vuurtorens die tussen 1900 en 1913 langs de West-Australische kust werden gebouwd. De controle over de vuurtorens ging in 1915 van de deelstaat West-Australië over op het gemenebest Australië. Tijdens de Tweede Wereldoorlog had de RAAF er een basis. In 1955 werd er een startbaan aangelegd. De vuurtoren werd in 1965/66 vernieuwd met onder meer een nieuwe lamp en de oude lamp werd aan het Museum van West-Australië geschonken. In 1985 werd de vuurtoren geautomatiseerd en schakelde over op zonne-energie. Sinds de automatisering is het land terug eigendom van de Bardi Aborigines.

## Toerisme
Kooljaman Cape Leveque is een eco-resort of wilderniskamp dat uitgebaat wordt door de lokale Bardi Jawi gemeenschappen. Men kan er vissen, snorkelen, wandelen of walvissen spotten.